# 维勒谢蒂沃
维勒谢蒂沃（法語：Villechétive，法語發音：[vilʃetiv]）是法国勃艮第-弗朗什-孔泰大区约讷省的一个市镇，属于桑斯区。

## 地理
维勒谢蒂沃（48°5'42"N, 3°30'41"E）面积9.42 平方千米，位于法国勃艮第-弗朗什-孔泰大區约讷省，该省份为法国中北部内陆省份，西接卢瓦雷省，西北接塞纳-马恩省，南至涅夫勒省，东临科多尔省，东北与奥布省接壤。
与维勒谢蒂沃接壤的市镇（或旧市镇、城区）包括：瑟里谢、奥特地区比西、阿尔斯-迪洛、迪蒙、沃德尔。

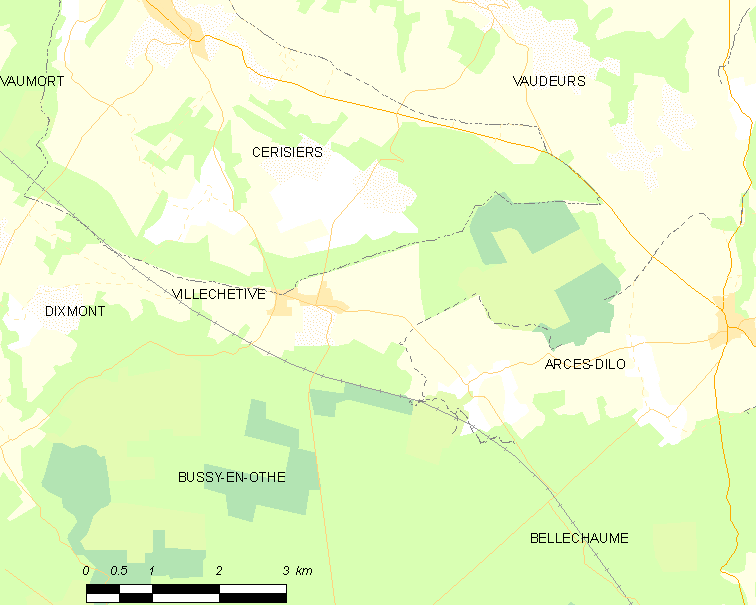
维勒谢蒂沃的OSM定位图

维勒谢蒂沃的时区为UTC+01:00、UTC+02:00（夏令时）。

## 行政
维勒谢蒂沃的邮政编码为89320，INSEE市镇编码为89451。

## 政治
维勒谢蒂沃所属的省级选区为阿尔芒松河畔布列农县。

## 人口

1962-2008年间维勒谢蒂沃人口变化图示

维勒谢蒂沃于2022年1月1日时的人口数量为261人。